# 25 (電気グルーヴのアルバム)
『25』（トゥエンティ・ファイブ）は、2014年10月29日にリリースされた電気グルーヴのミニアルバム。

## 解説
- 初のミニアルバム。前作『人間と動物』から1年半ぶりの発売となった。
- 今作は結成25周年記念ミニアルバムとなっている。
- 完全生産限定盤と通常盤の2形態で発売。完全生産限定盤には7インチのアナログレコードが特典で付属し、限定2525セットで販売。
- 発売前の2014年10月24日には17年ぶりに「ミュージックステーション」に出演し、リード曲である「Baby's on Fire」を披露した。

## 収録曲

### CD
| 全編曲: 電気グルーヴ（#4、再編曲・追加プロダクション、牛尾憲輔<agraph>。 |                                                             |                           |               |       |
| #                                                                        | タイトル                                                    | 作詞                      | 作曲          | 時間  |
| 1.                                                                       | 「Baby's on Fire」                                          | Takkyu Ishino/Pierre Taki | Takkyu Ishino | 4:51  |
| 2.                                                                       | 「電気グルーヴ25周年の歌 (駅前で先に待っとるばい)」(25 Mix) | Takkyu Ishino/Pierre Taki | Takkyu Ishino | 4:45  |
| 3.                                                                       | 「A.C.I.D.I.S.C.O.」                                        | Takkyu Ishino             | Takkyu Ishino | 5:55  |
| 4.                                                                       | 「Super Star (Re-boot)」                                    | Takkyu Ishino/Pierre Taki | Takkyu ISHINO | 7:24  |
| 5.                                                                       | 「Pan! Pan! Pan!」                                          | Takkyu Ishino/Pierre Taki | Takkyu Ishino | 2:29  |
| 6.                                                                       | 「25 Raw Beats」                                            | -                         | Takkyu Ishino | 0:54  |
| 合計時間:                                                                | 合計時間:                                                   | 合計時間:                 | 合計時間:     | 26:18 |

### 完全生産限定盤：7インチアナログレコード
| 全編曲: 電気グルーヴ。 |                                                                     |                           |               |
| #                      | タイトル                                                            | 作詞                      | 作曲          |
| 1.                     | 「[A面] 電気グルーヴ25周年の歌(駅前で先に待っとるばい)」(7inch Mix) | Takkyu Ishino/Pierre      | Takkyu Ishino |
| 2.                     | 「[B面] Pan! Pan! Pan!」                                            | Takkyu Ishino/Pierre Taki | Takkyu Ishino |

## 曲解説

### CD
1. Baby's on Fire
PVが製作されており(ディレクター：田中秀幸)、後に「SPACE SHOWER MUSIC VIDEO AWARDS」の2014年度優秀作品として選出された。
ねごとの蒼山幸子がボーカル＆コーラスとして参加。
2. 電気グルーヴ25周年の歌(駅前で先に待っとるばい)(25 Mix)
発売前の2014年9月29日に、カラオケ風のPVが先行公開された。
3. A.C.I.D.I.S.C.O.
4. Super Star (Re-boot)
9枚目のアルバム「J-POP」に収録されている曲のリアレンジバージョン。
5. Pan! Pan! Pan!
6. 25 Raw Beats

### 完全生産限定盤：7インチアナログレコード
1. [A面] 電気グルーヴ25周年の歌(駅前で先に待っとるばい)(7inch Mix)
2. [B面] Pan! Pan! Pan!